# Kolonizacja Księżyca

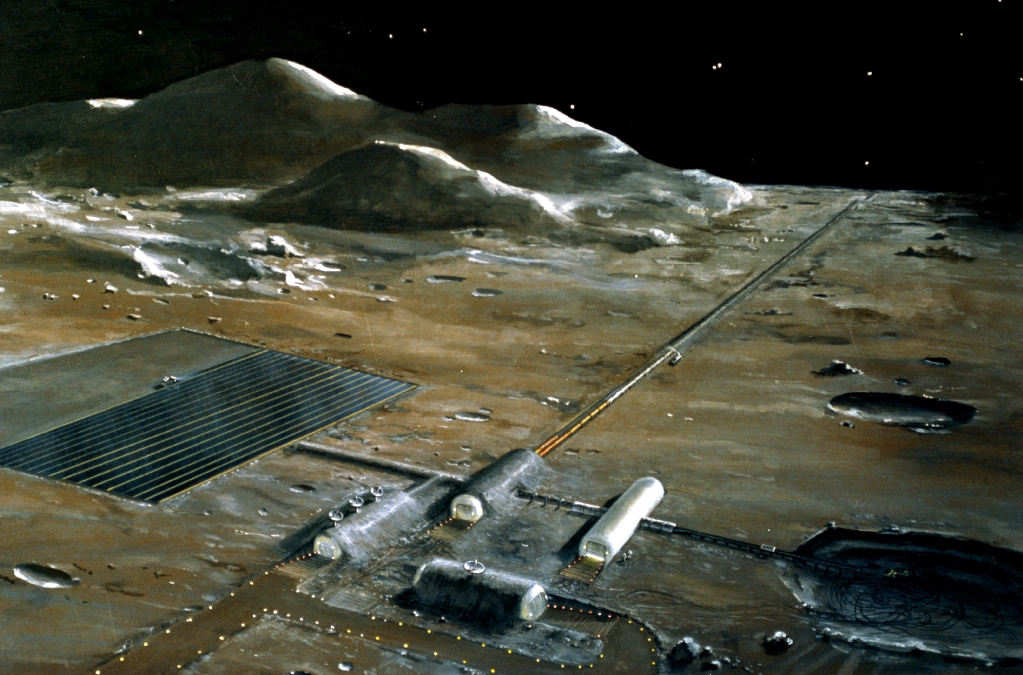
Koncepcja bazy księżycowej (według NASA)

Kolonizacja Księżyca – proponowane założenie stałej społeczności ludzkiej lub robotów na Księżycu. Odkrycie wody na biegunach księżycowych przez Chandrayaana-1 ponownie zwróciło uwagę ludzkości na Księżyc. Zlokalizowanie takiej kolonii na jednym z biegunów księżycowych pozwoliłoby także uniknąć problemu długich nocy księżycowych i pozwolić kolonii na czerpanie korzyści z ciągłego światła słonecznego, które generuje energię elektryczną.

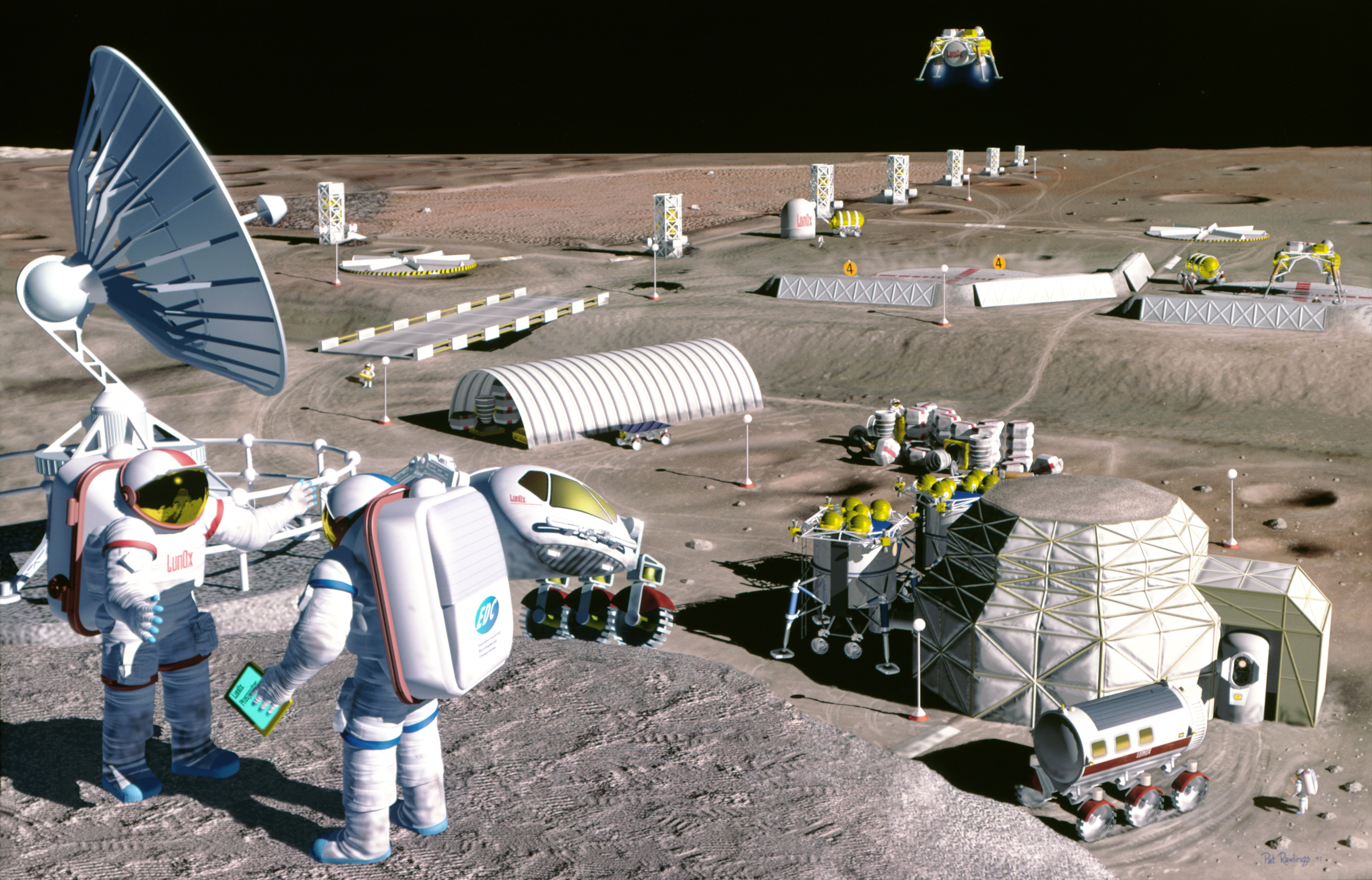
Artystyczna grafika koncepcyjna NASA przedstawiająca księżycową kopalnię

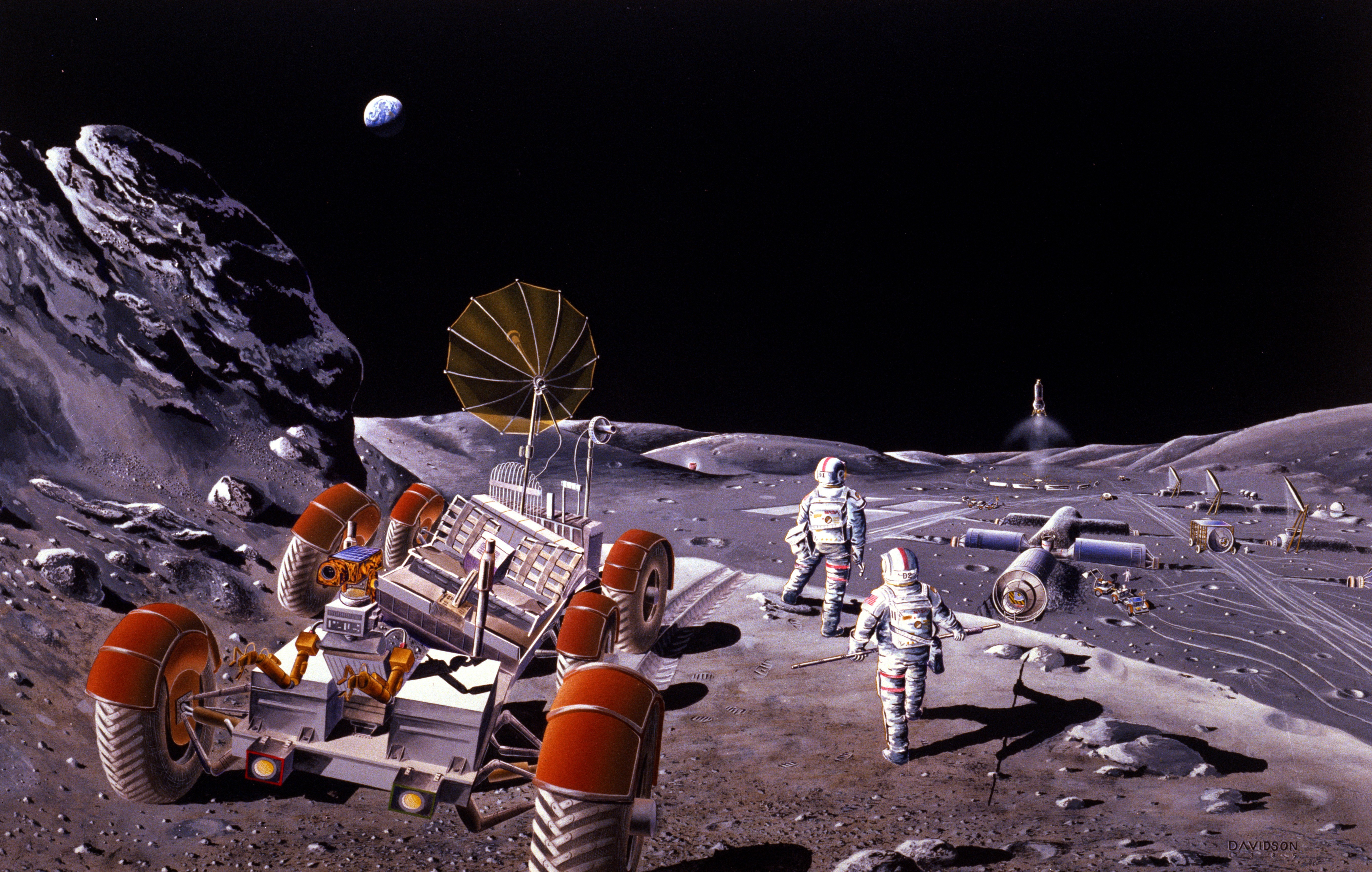
Artystyczny koncept bazy księżycowej, 1986

Trwałe zamieszkiwanie ludzi na ciele innym niż Ziemia jest jednym z najbardziej rozpowszechnionych tematów science fiction. Wraz z rozwojem technologii i wzrostem obaw o przyszłość ludzkości na Ziemi, argument, że kolonizacja przestrzeni to osiągalny i wartościowy cel, nabrała rozpędu. Ze względu na bliskość Ziemi Księżyc jest postrzegany jako najlepsze i najbardziej oczywiste miejsce dla pierwszej stałej kolonii. Obecnie głównym problemem utrudniającym rozwój takiej kolonii jest wysoki koszt lotów kosmicznych.

## Pojęcie kolonizacji księżyca
Pojęcie księżycowej kolonii powstało jeszcze przed epoką kosmicznego podboju. W 1638 r. biskup John Wilkins napisał Dyskurs o nowym świecie i innej planecie, w którym opisał ludzką kolonię na Księżycu. Od lat 50. XX wieku naukowcy, inżynierowie i inni sugerowali szereg koncepcji i projektów.
W 1954 roku pisarz science fiction, Arthur C. Clarke, zaproponował bazę księżycową z nadmuchiwanych modułów pokrytych pyłem Księżyca w celu izolacji.

### Project Horizon
Projekt Horizon był projektem naukowym z 1959 roku, dotyczącym planu armii Stanów Zjednoczonych ustanowienia fortu na Księżycu w 1967 roku. Zaproponowano, aby pierwsze lądowanie zostało przeprowadzone przez dwóch „żołnierzy-astronautów” w 1965 r., a wkrótce potem pojawić miało się więcej robotników budowlanych.

### Najnowsze propozycje
W 2007 roku Jim Burke z Międzynarodowego Uniwersytetu Kosmicznego we Francji powiedział, że ludzie powinni planować zachowanie kultury w przypadku katastrofy. W 2016 Johann-Dietrich Wörner, nowy szef ESA, zaproponował Międzynarodową bazę na Księżycu, która by miała powstać przy pomocy druku 3D.

## Badanie Księżyca
Eksploracja powierzchni księżycowej rozpoczęła się od programu Związku Radzieckiego Luna, w 1959 r. W 1968 roku statek kosmiczny Apollo 8 okrążył Księżyc z trzema astronautami na pokładzie. W następnym roku Apollo Lunar Module wysłał dwóch astronautów na Księżyc, udowadniając, że ludzie mogą podróżować na Księżyc, wykonywać tam badania naukowe i przywozić próbki materiałów. Oprócz wyników naukowych, program Apollo dostarczył cennych lekcji na temat życia i pracy w środowisku księżycowym

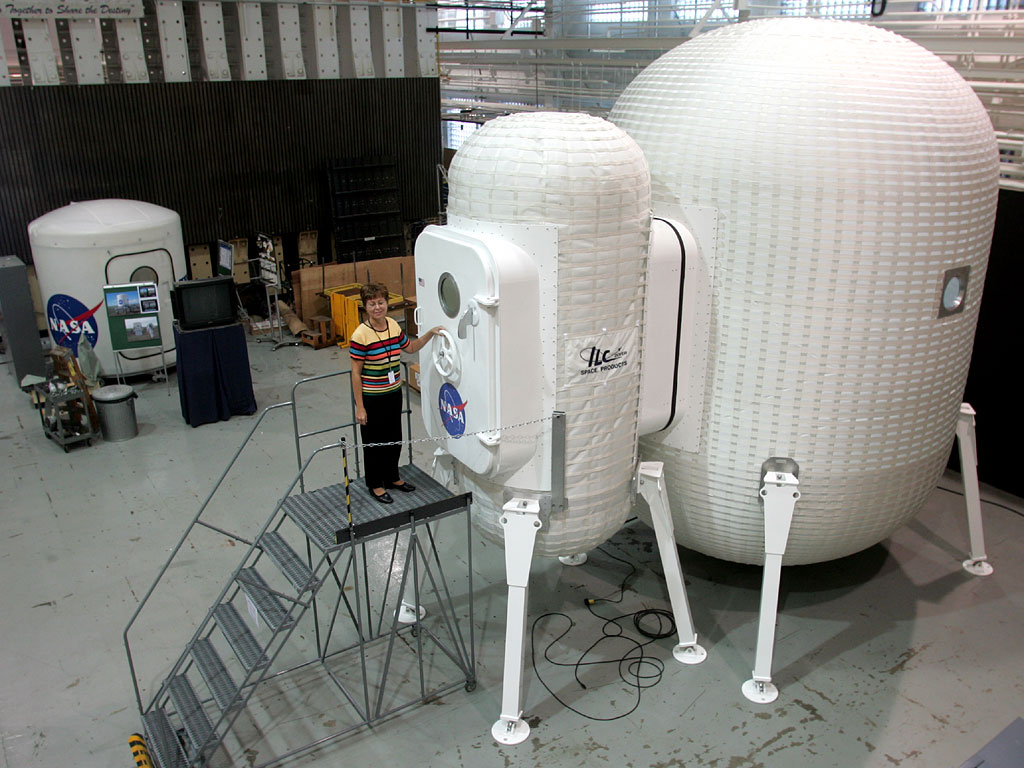
Moduł mieszkalny zaprojektowany przez NASA

W następnych dekadach zainteresowanie eksplorowaniem Księżyca znacznie się zmniejszyło, a tylko kilku oddanych entuzjastów poparło powrót. Jednak dowody na istnienie lodu księżycowego na biegunach, zgromadzone przez NASA Clementine (1994) i misje Lunar Prospector (1998), ponownie wywołały dyskusję, podobnie jak rozwój chińskiego programu kosmicznego, który rozpoczął prace nad własną misją na Księżyc.
W 2010 r., z powodu zmniejszonych środków Kongresu na cele NASA, prezydent Barack Obama wstrzymał wcześniejszą inicjatywę eksploracji księżycowej administracji Busha i skierował ogólne skupienie na misjach załogowych na asteroidy i Marsa, a także na rozszerzeniu wsparcia dla Międzynarodowej Stacji Kosmicznej.

### Planowane załogowe misje księżycowe 2021 – 2036
Rosja planuje rozpocząć budowę kolonii na Księżycu do 2030 r. Początkowo baza Księżyca byłaby obsługiwana przez nie więcej niż 4 osoby, a ich liczba wzrosła by do maksymalnie 12 osób. Japonia ma również plany wylądowania człowieka na Księżycu do 2030 r., podczas gdy Chińska Republika Ludowa planuje wylądować na Księżycu do 2036 r. Stany Zjednoczone planowały wysłać załogową misję kosmiczną na orbitę (ale nie wylądować) na Księżyc w 2021 r. w ramach programu Artemis.

## Obecność wody na księżycu
Budowanie kolonii kosmicznych wymaga zapewnienia dostępu do wody, której istnienie na Księżycu jest poddawane ciągłym debatom. Ze względów finansowych, ekonomicznych oraz technicznych w dzisiejszych czasach nie jesteśmy w stanie zaopatrzyć stałej kolonii na Księżycu w dostawy wody pitnej z Ziemi.
W 2018 naukowcy korzystający z danych zebranych przez NASA Moon Mineralogy Mapper potwierdzili obecność lodu na Księżycu. Pokłady lodu znajdują się w kraterach w pobliżu północnego i południowego bieguna Księżyca, w których, dzięki niewielkiemu nachyleniu osi obrotu Księżyca, panuje wieczny cień i temperatura nie wzrasta powyżej –160 °C

## Zalety i wady
Księżyc jest najbliższym dużym ciałem w pobliżu Ziemi. Podczas gdy niektóre asteroidy czasami podchodzą bliżej, odległość Księżyca jest zawsze w niewielkim zakresie bliskim 384 400 km.

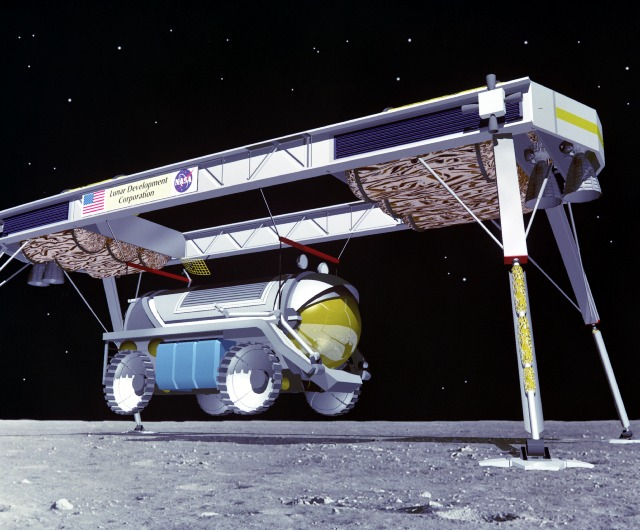
Koncept pojazdu księżycowego opuszczanego na powierzchnię Srebrnego Globu. Takie łaziki zapewniłyby astronautom schronienie i możliwość szybszego poruszania się.

### Zalety Księżyca jako miejsca kolonii
- Księżycowa baza mogłaby być miejscem do wystrzeliwania rakiet z lokalnie wyprodukowanym paliwem do odległych planet, takich jak Mars. Uruchomienie rakiet z Księżyca byłoby łatwiejsze niż z Ziemi, ponieważ grawitacja Księżyca jest niższa, co wymaga mniejszej prędkości ucieczki[15].
- Energia potrzebna do wysyłania obiektów z Ziemi na Księżyc jest niższa niż w przypadku większości innych ciał[7].
- Czas tranzytu jest krótki. Astronauci Apollo odbyli podróż w ciągu trzech dni, a przyszłe technologie mogą jeszcze polepszyć ten wynik[16].
- Krótki czas tranzytu pozwoliłby także awaryjnym dostawom na szybkie dotarcie do kolonii Księżyca z Ziemi lub pozwoliłby załodze ludzkiej ewakuować się stosunkowo szybko z Księżyca na Ziemię w nagłych wypadkach. Może to być ważnym czynnikiem przy ustanawianiu pierwszej ludzkiej kolonii[17].
- Jeśli Księżyc byłby skolonizowany, można by przetestować przetrwanie ludzkie w warunkach niskiej grawitacji. Te wyniki mogą być również wykorzystane do stworzenia żywotnej kolonii Marsa[18].
- Opóźnienie komunikacji w obie strony na Ziemię jest krótsze niż trzy sekundy, pozwalając na niemal normalną rozmowę głosową i wideo oraz pozwalając na pewne rodzaje zdalnego sterowania maszynami z Ziemi, które nie są możliwe dla żadnego innego ciała niebieskiego. Opóźnienie dla innych ciał Układu Słonecznego to minuty lub godziny. Na przykład czas komunikacji w obie strony między Ziemią a Marsem wynosi od około ośmiu do czterdziestu minut. To może być szczególnie cenne we wczesnej kolonii, gdzie mogą wystąpić problemy zagrażające życiu, wymagające pomocy z Ziemi[19][20].
- Ciemna strona Księżyca jest dobrym miejscem dla prowadzenia badań[21].
- Są tam dostępne surowce istotne dla utrzymania stałej kolonii (np. hel-3, potrzebny do reaktorów fuzyjnych czy złoto, platyna i inne rzadkie pierwiastki przydatne do rozwoju elektroniki)[21].
- Księżyc nie został jeszcze podzielony między państwa[21].

### Wady Księżyca jako miejsca kolonii
- Długa noc księżycowa utrudniałaby poleganie na energii słonecznej i wymagała, aby kolonia wystawiona była na nasłonecznioną powierzchnię równikową oraz była zaprojektowana tak, aby wytrzymać ekstremalne temperatury[22].
- Nie ma pewności, czy niska grawitacja na Księżycu jest wystarczająco silna, aby zapobiec szkodliwym skutkom dla zdrowia ludzkiego w dłuższej perspektywie. Wykazano, że ekspozycja na nieważkość w ciągu miesięcy powoduje pogorszenie się systemów fizjologicznych, takich jak utrata masy kostnej i mięśniowej oraz obniżenie sprawności układu odpornościowego. Podobne efekty mogą wystąpić w środowisku o niskiej grawitacji, chociaż praktycznie wszystkie badania dotyczące wpływu niskiej grawitacji na zdrowie zostały ograniczone do mikrograwitacji[23].
- Szczątkowa atmosfera powoduje ekstremalne temperatury i sprawia, że warunki na powierzchni Księżyca przypominają nieco próżnię kosmiczną.
- Pył Księżyca jest niezwykle ścierną substancją. Trzyma się wszystkiego, może uszkodzić sprzęt i może być toksyczny[1][24].
- Jedna z mniej oczywistych trudności tkwi nie w samym Księżycu, ale w politycznym i narodowym interesie państw zaangażowanych w kolonizację. Zakładając, że wysiłki kolonizacyjne byłyby w stanie przezwyciężyć opisane wyżej trudności, prawdopodobnie pojawiłyby się problemy dotyczące praw narodów i ich kolonii do wykorzystywania zasobów na powierzchni Księżyca, do stawienia roszczeń terytorialnych i innych kwestii suwerenności, które musiałyby zostać uzgodnione zanim jedno lub więcej z państw ustanowiłoby stałą obecność na Księżycu. Trwające negocjacje i debaty dotyczące Antarktydy to dobre studium przypadku potencjalnych kolonizacji księżycowych, ponieważ podkreśla liczne pułapki rozwoju / zamieszkiwania w miejscu podlegającym roszczeniom wielu suwerennych państw.